# Kokosy na sněhu
Kokosy na sněhu (v anglickém originále Cool Runnings) je americký sportovní a komediální film z roku 1993. Film režíroval Jon Turteltaub a hlavní role si zahrálo 5 herců, konkrétně Leon, Doug E. Doug, Rawle D. Lewis, Malik Yoba a John Candy. Film vypráví skutečný příběh jamajských bobistů, kteří se zúčastnili Zimních olympijských her roku 1988 v Calgary. Byla to vůbec první účast jamajských bobistů na zimní olympiádě. Od té doby se jamajský bob pravidelně představuje na zimních olympijských hrách.

## Obsazení
- Leon Robinson jako Derice Bannock
- Doug E. Doug jako Sanka Coffie
- Rawle D. Lewis jako Junior Bevil
- Malik Yoba jako Yul Brenner
- John Candy jako Irving "Irv" Blitzer
- Raymond J. Barry jako Kurt Hemphill
- Peter Outerbridge jako Josef Grull
- Paul Coeur jako Roger
- Larry Gilman jako Larry
- Charles Hyatt jako Whitby Bevil
- Winston Stona jako Coolidge
- Bertina Macauley jako Joy Bannock
- Kristoffer Cooper jako Winston